# Кохасет (Калифорнија)
Кохасет (енгл. Cohasset) насељено је место без административног статуса у америчкој савезној држави Калифорнија.

## Демографија
По попису из 2010. године број становника је 847.
| Група             | 2000.    | 2010.       |
| Белци             | 0 (0,0%) | 752 (88,8%) |
| Афроамериканци    | 0 (0,0%) | 8 (0,9%)    |
| Азијати           | 0 (0,0%) | 2 (0,2%)    |
| Хиспаноамериканци | 0 (0,0%) | 43 (5,1%)   |
| Укупно            | 0        | 847         |